# Сарматија
Сарматија је историјски назив за део источне Европе који су у античко доба насељавали Сармати. У географском смислу, река Дон (Танаис) је Сарматију делила на два велика дела: европску Сарматију на западу и азијску Сарматију на истоку (и азијска Сарматија се, међутим, налазила на подручју које се данас сматра делом Европе).

## Народи
Већина народа Сарматије које је помињао Птоломеј добро су познати историчарима: Јазиги (живели на Карпатима и на Азовском мору), Роксолани, Алани, Аорси, Венди, Галинди, Бастарни, Карпи, Тирагети, Јатваги, Финци, Тауро-Скити, Савири и Боруски.
Неки народи одговарају списку скитских народа Херодота: Агатирси, Гелони, Будини, Меланхлени. Према Херодоту, Сарматија је била родно место Амазонки .
Други народи се не могу идентификовати: Аварини који живе на извору Висле, затим Акиби, Амаксови између Роксалана и Алана, Амадоки (између језерске мочваре истог имена у области Полесја и Навара код Карпата), анартофракти, буржони, арсијети, сабоци, пиенгити и биеси у близини Карпатских планина .
Карести, кариони (између Амаксоваца и Алана), костобоци, навари, насци, омброни, осили, офлони (на Дону), пиенгети (на Карпатима), ревканали (између Амаксоваца и Роксалана), саргати (између Амаксоваца и Алана), ставани (између Судина и Алана), Стурнс, Сулони, Таграс, Танаити (на Дону), Тореккадси (код Сиваша), Трансмонтани (на Карпатима), Фругундиони, Хуни (између Бастарна и Роксалана).

## Друштвена структура и власт
Можда је облик владавине Сарматије био војна демократија, али нема директних доказа о структури врховне власти у сарматским племенима првих векова наше ере. Када се карактерише врховна власт код Сармата и раних Алана, најчешће се користи термин „скептух“ . Значење појма „скептух“ није сасвим јасно, пошто га грчки аутори примењују на племенске вође, краљеве, војсковође и на дворске достојанственике (посебно на Ахеменидском двору).
Према Тациту, у сукобу са Јерменијом, цар Грузије Фарасман подиже Сармате, чији су скептухи, прихвативши поклоне са обе стране, по обичају свог племена, пришли у помоћ и једнима и другима .
До краја своје историје, Сармати су позајмили неке карактеристике структуре робовласничког друштва, појавило се зависно становништво - робови. Ако су се раније, у 1. веку, робови испоручивали само на пијаце и тиме добијали приходе, онда у 4. веку. робови су, очигледно, почели да се користе у привреди .
Сарматијом су владали краљеви, понекад и краљице, чија је моћ почивала на тешко наоружаним коњаницима (катафрактима). Ударну снагу Сармата чинили су коњаници наоружани дугим копљима, дворучним мачевима и стрелама. Били су обучени у оклоп од шкољки. На прелазу 13 1.ог у 2. век Тацит пише да су вође сарматских Јазига, који су владали локалним племенима, добили прилику да учествују у рату. Понудили су се и да са собом доведу људе и коњицу, која једина чини праву борбену снагу Сармата.  

## Историја
Сармати, које је предводио краљ Скопасис, одиграли су важну улогу у победи над хордама Дарија I на пространствима Скитије око 512. п. н. е. Према историчару Полијену, у 3. веку п. н. е. сарматска краљица Амага, „сакупивши 130 јахача и давши сваком од њих два коња“, за један дан прошла је однекуд из Азовског мора кроз степе Крима до Херсонеса и скинула са њега скитску опсаду. Још један сарматски краљ по имену Гатал познат је као члан међународне уније, која је формирана 179. п. н. е. државе Мале Азије и Северног Црног мора.
Неки од градова Сарматије које је Птолемеј навео, према једној од хипотеза, идентификовани су на следећи начин: Митрополија, на Борисфену (Дњепар), највероватније је стајала на месту данашњег Кијева. Садовски датира Кародун на место где се река Збруцх улива у Дњестар, Ерект, Вивантивари, Клепидава, Метони - до Тираспоља, Бендера, Јампоља и Могилев Подолског. На Припјату су лежали градови Ниос, Сабрах и Лејн; исти научник предлаже такву њихову локализацију: Чернобит, Мозир и област у близини данашњег Пинска. Ове и друге градове Сарматије, од којих многи носе грчка имена, можда нису основали Сармати и нису им припадали.
Сарматија је често била у рату са Римским царством. Почевши од 3. века, Готи су напали Сарматију. У 4. веку значајан део Сарматије је настојањем остроготског краља Ерманарика ушао у састав готског краљевства. До краја овог века, готско краљевство су уништили европски Хуни који су прешли Босфор и Дон, иако су Сармати наставили да живе на територији Сарматије до 8. века.